# Kriss Donald
Kriss Donald (2. července 1988 – 15. března 2004) byl skotský chlapec, který byl v Glasgow ve věku patnácti let nejprve unesen a posléze z rasových důvodů zavražděn skupinou ve Velké Británii žijících Pákistánců. Jeho vrazi (Daanish Zahid, Imran Shahid, Zeeshan Shahid a Mohammed Faisal Mustaq) byli v listopadu 2006 odsouzeni k doživotnímu odnětí svobody, pátý účastník byl odsouzen na pět let.
Případ vraždy Krisse Donalda byl ve Velké Británii mediálně pozorně sledován a vyvolal diskuse o tématech přistěhovalectví a mezirasového soužití.